# Zănoaga (okręg Dolj)
Zănoaga – wieś w Rumunii, w okręgu Dolj, w gminie Leu. W 2011 roku liczyła 1210 mieszkańców.